# 1513 w polityce
Wydarzenia polityczne w 1513 roku.
- 29 września – wielkie odkrycia geograficzne: hiszpańska ekspedycja  pod dowództwem Vasco Núñez de Balboa przekracza Amerykę Środkową i dociera nad Pacyfik[1].Rafael, Portret papieża Juliusza II

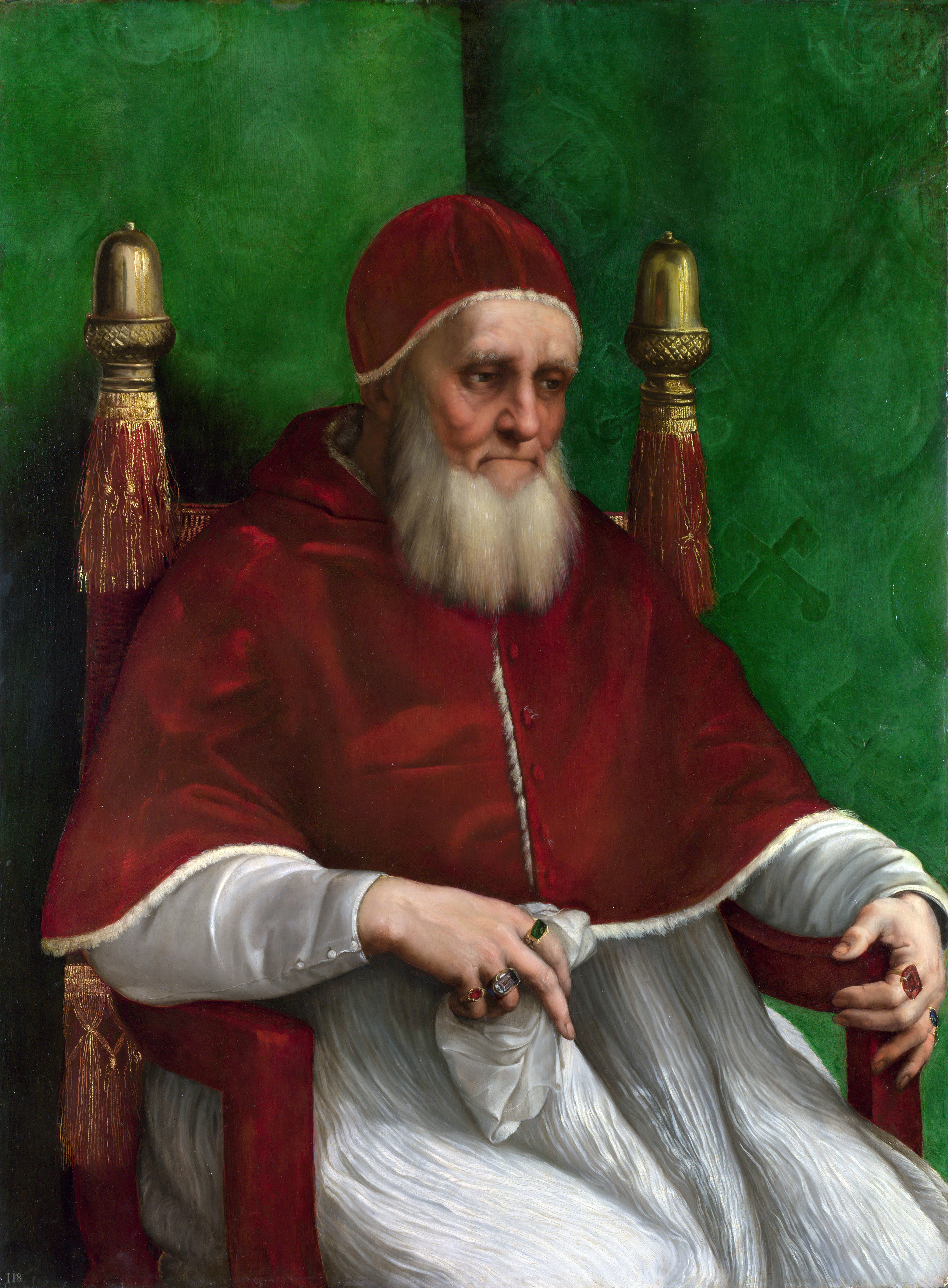
Rafael, Portret papieża Juliusza II

## Zmarli
- 21 lutego Juliusz II, papież[2][3], słynący z wojowniczego charakteru.